# Folke Wedar
Folke Wedar, född 18 september 1917 i Växjö, död 22 december 1994 i Bromma, Stockholm,  var en svensk barytonsångare och kyrkomusiker.

## Biografi
Wedar var son till en småländsk pastor och började ta sånglektioner för Set Svanholm 1936-38 och Arne Sunnegård 1938. Han studerade samtidigt på Musikhögskolan i Stockholm och tog högre organist- och högre kontorsexamen 1939 samt musiklärarexamen 1941.
Wedar var lärare i sång vid Musikhögskolan 1944-59 och vid Diakonanstalten Stora Sköndal från 1959. Han var samtidigt kantor i Hedvig Eleonora församling 1944-45, kantor och klockare i Bromma församling 1945-54 och slutligen i Västerleds församling från 1955. År 1976 tilldelades han professors namn vid Musikhögskolan i Stockholm.
Wedar gjorde också många framträdande som sångare vid olika konserter och i radio.